# Cône (géométrie)
Pour les articles homonymes, voir Cône (inclut d'autres significations mathématiques).

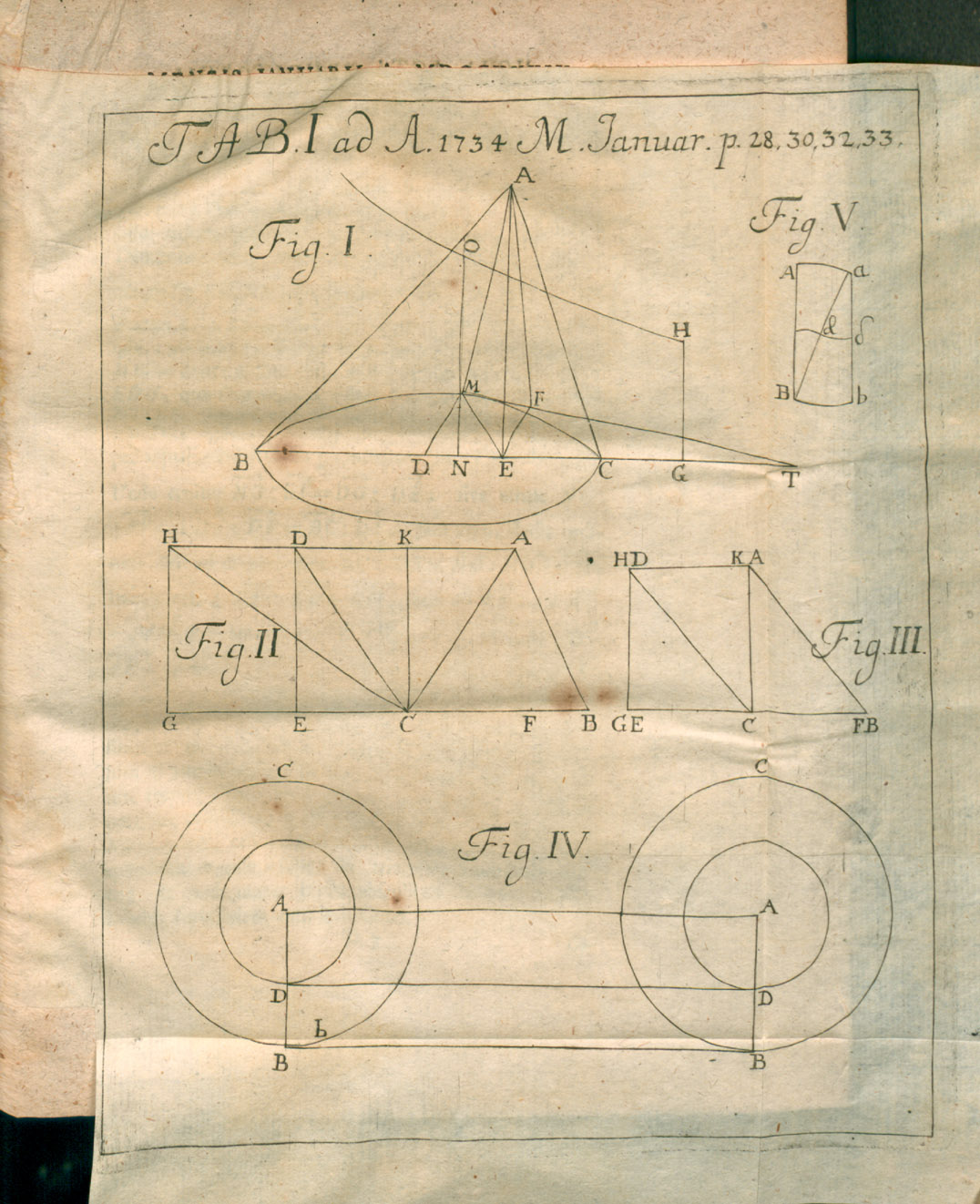
Illustration à l'article Problemata mathematica... publiée sur les Acta Eruditorum, 1734

En géométrie, un cône est une surface réglée ou bien un solide.

## Surface

### Cas général
Un cône est une surface réglée définie par une droite (d), appelée génératrice, passant par un point fixe S appelé sommet et un point variable décrivant une courbe (c), appelée courbe directrice.
On parle aussi dans ce cas de surface conique.

### Cône de révolution
Parmi ces surfaces coniques, la plus étudiée est le cône de révolution dans lequel la courbe directrice est un cercle de centre O situé dans un plan perpendiculaire à (SO). Ce cône est appelé de révolution car il peut être généré simplement par la rotation d'une droite (d) passant par S autour d'un axe (Sz) différent de (d). La génératrice du cône fait alors un angle fixe {\displaystyle \alpha } avec l'axe de rotation.
C'est à partir de ce cône de révolution que les mathématiciens (dont Apollonius de Perga) ont classifié un ensemble de courbes comme des coniques (intersection du cône et d'un plan) : cercles, ellipses, paraboles, hyperboles.
Dans le repère orthonormal (S, i, j, k), l'équation du cône de révolution d'axe (Sz) et de sommet S est donnée par :
{\displaystyle x^{2}+y^{2}=z^{2}(\tan \ \alpha )^{2}}
où {\displaystyle \alpha } est l'angle du cône (ou demi-angle au sommet), formé par l'axe de révolution et une génératrice.

### Sections d'un cône de révolution par un plan

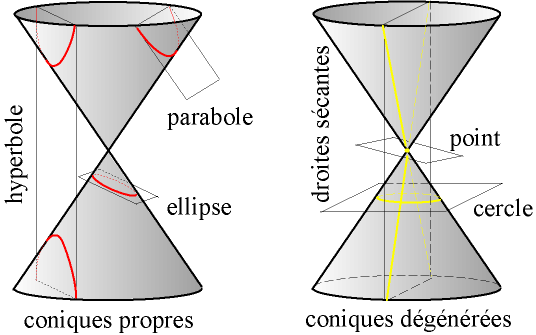
Intersection d'un plan et d'un cône de révolution.

Dans les cas où le plan est parallèle ou perpendiculaire à l'axe de révolution du cône on obtient les courbes suivantes :
- La section d'un cône de révolution par un plan perpendiculaire à l'axe de révolution est un cercle.
- La section d'un cône de révolution par un plan parallèle à l'axe de révolution est
  - l'union de deux droites sécantes si le plan contient l'axe de révolution
  - une hyperbole dans le cas contraire

Plus généralement, la section d'un cône de révolution par un plan donne une conique. Ainsi on trouve,
- une parabole (réduite éventuellement à une génératrice) lorsque le plan est strictement parallèle à une génératrice du cône
- une ellipse (éventuellement réduite à un point) quand l'angle que forme le vecteur normal au plan et l'axe de rotation est inférieur à π/2 - α
- une hyperbole (éventuellement réduite à deux droites sécantes) quand l'angle que forme le vecteur normal au plan et l'axe de rotation est supérieur à π/2 - α

## Solide

### Cas général

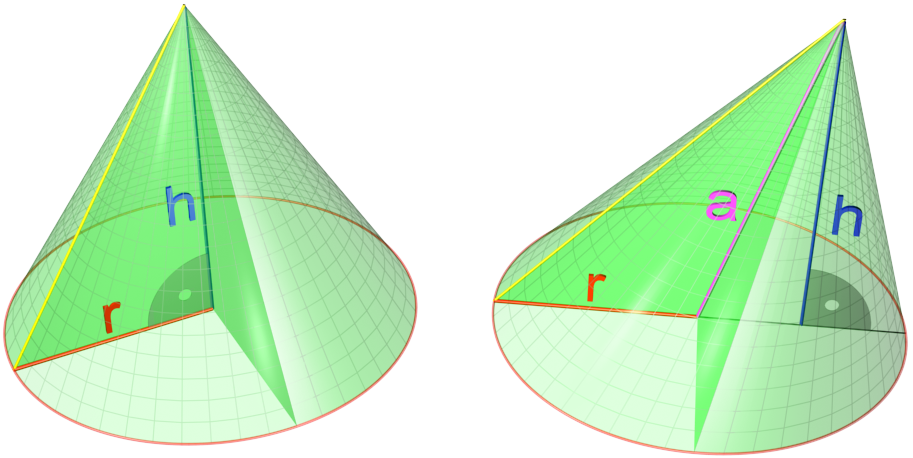
Cône de révolution et cône quelconque.

On appelle aussi cône le solide délimité par la surface conique, le sommet S et un plan (P) ne contenant pas S et sécant à toutes les génératrices. La section du plan et de la surface s'appelle la base du cône.
Lorsque la section est circulaire de centre O et que la droite (OS) est perpendiculaire à la section, le cône est appelé cône de révolution ou cône circulaire droit. C'est le cône le plus connu (cornet de glace, chapeau de clown). Dans ce cas, la distance séparant le sommet d'un point quelconque du cercle est constante et s'appelle l'apothème du cône.
Lorsque la courbe fermée est un polygone, on obtient une pyramide.

#### Volume
Quelle que soit la forme du cône, son volume est toujours le tiers du volume d'un cylindre de mêmes base et hauteur :
{\displaystyle V={\frac {1}{3}}B\times h}
où B est l'aire de la base et h la hauteur du cône, c'est-à-dire la distance séparant le sommet S et le plan (P).

#### Cône tronqué
Quand on coupe le cône par un plan parallèle à sa base, on obtient deux solides. Celui qui contient le sommet est une réduction du cône original, le second solide est un cône tronqué. Son volume s'exprime, en fonction de ses deux bases B1 et B2 et de sa hauteur h (la distance séparant les deux bases) selon la formule :
 {\displaystyle V={\frac {h}{3}}\times (B_{1}+{\sqrt {B_{1}B_{2}}}+B_{2})}

### Cas du cône de révolution

Cône de révolution.

Dans le cas particulier du cône de révolution, les formules du volume V et de l'aire A (aire de la surface enfermant le cône: aire latérale + base circulaire) sont
{\displaystyle V={\frac {1}{3}}\pi r^{2}\times h}
{\displaystyle A=\pi r(r+a)\,},
où r est le rayon du cercle de base, h la hauteur du cône et
{\displaystyle a={\sqrt {r^{2}+h^{2}}}}
l'apothème du cône.

#### Aire latérale
L'aire latérale Al (sans la base) vaut
{\displaystyle A_{l}=\pi r{\sqrt {r^{2}+h^{2}}}=\pi r^{2}{\sqrt {1+{\frac {h^{2}}{r^{2}}}}}}
or, d'après les relations trigonométriques dans le triangle rectangle, on a
{\displaystyle 1+{\frac {h^{2}}{r^{2}}}={\frac {1}{\sin ^{2}\alpha }}}
où α est le demi-angle au sommet. Si A0 est l'aire de la base π⋅r 2, on a alors
{\displaystyle A_{l}={\frac {A_{0}}{\sin \alpha }}}
Cette formule sert par exemple à calculer l'aire du front de flamme dans le cas d'une flamme conique, donc la consommation de gaz et la puissance de cette flamme.

#### Section du cône de révolution par un plan
Quand on coupe un solide, cône de révolution, par un plan parallèle à la base, on obtient un cercle. Le rayon r1 de ce cercle s'obtient en fonction du rayon r de la base, de la hauteur h du cône et de la distance h1 entre le plan et le sommet du cône en utilisant le théorème de Thalès :
{\displaystyle {\frac {r}{h}}={\frac {r_{1}}{h_{1}}}}
Quand on coupe ce même cône par un plan contenant son axe de révolution, on obtient un triangle isocèle de base 2r et de hauteur h.

#### Patron ou développement d'un cône de révolution

Développement du cône de révolution.

Pour obtenir le patron d'un cône de révolution de rayon r et de hauteur h, il faut d'abord calculer l'apothème
{\displaystyle a={\sqrt {r^{2}+h^{2}}}}.
Il suffit alors de tracer un cercle de rayon r et une portion de cercle de rayon a dont l'angle au centre vaut {\displaystyle {\frac {r}{a}}} de l'angle plein.